# Carbonado (Washington)
Carbonado es un pueblo ubicado en el condado de Pierce en el estado estadounidense de Washington. En el año 2000 tenía una población de 621 habitantes y una densidad poblacional de 589,9 personas por km².

## Geografía
Carbonado se encuentra ubicada en las coordenadas 47°4′47″N 122°3′5″O / 47.07972, -122.05139.

## Demografía
Según la Oficina del Censo en 2000 los ingresos medios por hogar en la localidad eran de $50.250, y los ingresos medios por familia eran $55.909. Los hombres tenían unos ingresos medios de $38.583 frente a los $24.821 para las mujeres. La renta per cápita para la localidad era de $16.135. Alrededor del 4,0% de la población estaban por debajo del umbral de pobreza.